# محمد ربیع (بازیکن فوتبال)
محمد ربیع (عربی: محمد ربيع؛ زادهٔ ۱۰ مهٔ ۱۹۸۲) یک ورزشکار اهل عربستان سعودی است.
از باشگاه‌هایی که در آن بازی کرده‌است می‌توان به باشگاه فوتبال الحزم عربستان سعودی اشاره کرد.